# Condado de Caledonia
O Condado de Caledonia é um dos 14 condados do estado americano de Vermont. Sua sede de condado é St. Johnsbury, e sua maior cidade é St. Johnsbury.
O condado possui uma área de 1 704 km² (dos quais 18² estão cobertos por água) uma população de 29 702 habitantes, e uma densidade populacional de 18 hab/km² (segundo o censo nacional de 2000).
O condado foi fundado em 1796.